# Rudolf Wickel
Rudolf Wickel (* 20. März 1933 in Bonn; † 17. September 2023) war ein deutscher Politiker und Landtagsabgeordneter (FDP) in Nordrhein-Westfalen.

## Leben und Beruf
Nach dem Besuch der Volksschule und des Gymnasiums mit dem Abschluss Mittlere Reife hatte er zunächst die Facharbeiterprüfung Maschinenbau abgelegt und im Anschluss bis 1962 eine Ausbildung zum Techniker absolviert. Von 1962 bis 1972 war er Abschnittsingenieur bei den Stadtwerken Bonn. Danach war er von 1972 bis 1981 Sachbearbeiter beim damaligen Bundesamt für zivilen Bevölkerungsschutz und anschließend seit 1981 Referent in dieses Amtes, das seit 1973 Bundesamt für Zivilschutz genannt wird.
Der FDP gehörte er seit 1963 an. Von 1977 bis 1992 war er Kreisvorsitzender der FDP Bonn, von 1980 bis 1983 Vorsitzender des Bezirksverbandes Köln der FDP und ab 1983 bis 1994 stellvertretender Landesvorsitzender der FDP NRW.

### Abgeordneter
Wickel war von 1975 bis 1994 Mitglied im Rat der Stadt Bonn und dort Vorsitzender der FDP-Fraktion. Vom 30. Mai 1985 bis 31. Mai 1995 war er Mitglied des Landtags von Nordrhein-Westfalen. Von 1985 bis 1990 war er im Landtag stellvertretender Vorsitzender der FDP-Fraktion.
Er verstarb am 17. September 2023.